# Morrison (Illinois)
Morrison è un comune degli Stati Uniti d'America, situato in Illinois, nella Contea di Whiteside, della quale è il capoluogo.
Qua nacque il fisico premio Nobel Robert Millikan.